# Ik ben een legende
Ik ben een legende (Engelse titel: I Am Legend) is een sciencefiction-horrorroman uit 1954 van de Amerikaanse schrijver Richard Matheson.
Het boek draait om het thema van een wereldwijde apocalyps, te wijten aan het uitbreken van een virus. De roman werd een succes en zou als basis dienen voor de bioscoopfilms The Last Man on Earth uit 1964, The Omega Man uit 1971 en I Am Legend uit 2007, alsmede de direct-naar-videofilm I Am Omega. Het boek is eveneens bewerkt tot stripverhalen en hoorspelen.

## Verhaal
De roman begint in januari 1986. De wereld is getroffen door een ziekte. Zij die getroffen worden, transformeren in bloeddorstige vampieren. Het hoofdpersonage, wetenschapper Robert Neville, heeft het op de een of andere manier overleefd en is nu de buitenstaander in een wereld bevolkt door vampieren. Zijn doel is om uit te zoeken wat de oorzaak is van het transformeren in vampieren en zo een einde te maken aan deze nachtmerrie. Het feit dat hij de laatste mens op Aarde is, drijft hem echter tot depressies en alcoholisme.
Hij ontdekt dat een bacteriesoort de oorzaak van de uitbraak is. Na drie jaar ontmoet hij tot zijn verbazing een vrouw genaamd Ruth, die ook niet geïnfecteerd blijkt te zijn. Ze is echter geschokt door Nevilles plan om alle vampiers uit te roeien. Dit maakt dat Neville haar enorm wantrouwt. Hij ontdekt uiteindelijk dat ze wel degelijk door de ziekte besmet is, maar ze vertelt hem dat de geïnfecteerden langzaam hun ziekte aan het overwinnen zijn en onder andere weer korte tijd in zonlicht kunnen leven. Deze genezen vampieren zijn bezig de samenleving weer op te bouwen, maar vrezen en haten Neville omdat hij enkele van hen gedood heeft. Ruth waarschuwt Neville dat haar volk zal proberen hem te vangen.
Neville negeert haar waarschuwing en wordt inderdaad gevangengenomen en ter dood veroordeeld. Ruth bezoekt hem in zijn cel. Ze is de enige die medeleven met hem toont, en hoewel ze zijn executie niet kan stoppen, geeft ze hem pillen die het lijden zullen verzachten. Als Neville uit het raam van zijn cel kijkt, beseft hij dat hij in de ogen van deze vampieren als een legende gezien werd: de enige overgebleven mens.

## Achtergrond
Ik ben een legende was van invloed op het zombiegenre in fictie, en maakte onder andere het idee van een zombie-apocalyps populair. Hoewel het tegenwoordig meer standaard is geworden in fictie, was ten tijde van de publicatie van Ik ben een legende de idee dat een virus of andere wetenschappelijke verklaring de oorzaak is van de verandering van mens naar vampier of zombie nog een nieuw concept. De roman wordt ook wel de eerste moderne vampierroman genoemd.

## Bewerkingen
Strips
- Het boek werd door Steve Niles en Elman Brown bewerkt tot een strip-miniserie getiteld Richard Matheson's I Am Legend. Deze werd in 1991 gepubliceerd door Eclipse Comics.
- In 2007 publiceerde Vertigo een strip die aansloot op de verfilming van Ik ben een legende, getiteld I Am Legend: Awakening.

Radio
- In december 2007 bewerkte Angus MacInnes het boek tot een radiohoorspel voor BBC Radio 7.

Film
Ik ben een legende is viermaal verfilmd:
- The Last Man on Earth uit 1964, met Vincent Price.
- The Omega Man uit 1971. Deze versie wijkt echter sterk af van het boek.
- I Am Legend uit 2007, met Will Smith.
- I Am Omega uit 2007, een direct-naar-videofilm van The Asylum.